# Тартас
Тартас е река в Русия, Западен Сибир, Новосибирска област десен приток на река Ом от басейна на Иртиш. Дължината ѝ е 566 km.
Река Тартас води началото си малкото езеро Карасево, разположено сред блатата в югоизточната част на Васюганската равнина, на 134 m н.в., в северната част на Новосибирска област. По цялото си протежение реката тече по Васюганската равнина (южната част на Западносибирската равнина) в посока югозапад. Долината на реката е слабо изразена сред околния релеф, а руслото е с ширина от 10 до 70 m ѝ е със стотици меандри. Течението е бавно, дъното глинесто и тинесто, а бреговете полегати и затревени, на места обрасли с храсталаци или малки брезови гори. Дълбочината варира от 0,5-2 m в широките места, до 3 m в тесните. Влива се отдясно в река Ом от басейна на Иртиш при нейния 510 km, на 93 m н.в., при село Стари Тартас, Новосибирска област.
Водосборният басейн на Тартас обхваща площ от 16 200 km2, което представлява 30,8% от водосборния басейн на река Ом и обхваща части от Новосибирска област.
Границите на водосборния басейн на реката са следните:
- на север – водосборния басейн на река Тара, десен притк на Иртиш;
- на североизток – водосборните басейни на реките Парабел и Чая, леви притоци на Об;
- на юг – водосборните басейни на реките Кама и Ича, десни притоци на Ом.

Река Тартас получава 12 притока с дължина над 20 km, като най-голям е река Изес (десен приток) 121 km, 5 340 km2 площ на водосборния басейн. Влива се при село Уст Езес.
Подхранването на реката е смесено, преобладаващо снегово. Пълноводието е през май и юни, когато протича около 70% от годишното водно количество. Среден годишен отток за периода от 1939 до 2000 г., при станция Венгерово, на 21 km от устието 21,2 m3/s, максимален месец май 90,6 m3/s, минимален месец февруари 2,8 m3/s. Годишното колебание на водното ниво достига до 3,5-4 m. Замръзва през втората половина на октомври или първата половина на ноември, а се размразява в края на април. Продължителността на заледяването продължава от 170 дни в долното течение до 180 дни в горното. В сурови зими в плитките места замръзва до дъно.
По течението на реката са разположени около 30 села в Новосибирска област, в т.ч. село Северное (районен център).
При високи води е плавателна за малки съдове до село Северное, на 370 km от устието.